# 宇宙地站
宇宙地站是一个集通线上的铁路车站，位于内蒙古自治区克什克腾旗宇宙地苏木，建于1995年，目前为四等站，邮政编码为025378。目前客运：办理旅客乘降；行李、包裹托运；货运：办理整车货物发到。目前只有来往集宁南和哲里木的6859/6860次列车在该站停靠。